# Godnica pontyjska
Godnica pontyjska (Timarcha rugulosa) – gatunek chrząszcza z rodziny stonkowatych i podrodziny Chrysomelinae. Zamieszkuje środkowo-wschodnią i południowo-wschodnią część Europy.

## Taksonomia
Gatunek ten opisany został po raz pierwszy w 1838 roku przez Gottlieba A.W. Herricha-Schäffera. Wyróżnia się w jego obrębie pięć podgatunków:
- Timarcha (Timarcha) rugulosa globata Fairmaire, 1873
- Timarcha (Timarcha) rugulosa lomnicki Miller, 1867
- Timarcha (Timarcha) rugulosa rugulosa Herrich-Schäffer, 1838
- Timarcha (Timarcha) rugulosa sinaiana Bechyně, 1947
- Timarcha (Timarcha) rugulosa stichai Bechyně, 1947

## Opis
Chrząszcz o krępym i silnie wysklepionym ciele długości od 6,5 do 10,5 mm, z wierzchu ubarwionym granatowo lub czarnozielono ze słabym metalicznym połyskiem. Przedplecze ma wszystkie krawędzie obrzeżone listewką, a powierzchnię pokrytą przemieszanymi ze sobą punktami dwóch różnych rozmiarów, co widoczne jest już przy kilkukrotnym powiększeniu. Zrośnięte wzdłuż szwu pokrywy mają epipleury tylko w przedniej części odgraniczone od reszty ich powierzchni wyraźną i ostrą krawędzią; dalej owa krawędź staje się stępiona lub przybiera formę wypukłego paska. Epipleury pokryw są w całości widoczne przy patrzeniu z boku. Barki pokryw są zaokrąglone, bez guzów. Na powierzchni pokryw między bezładnie rozmieszczonymi, głębokimi, łączącymi się w nieregularne zmarszczki punktami dużymi występują jeszcze rozproszone punkty drobnych wymiarów. Tylnych skrzydeł brak. Odnóża przednie wykazują w budowie wyraźny dymorfizm płciowy – u samców ich stopy są silnie rozszerzone. Szczegóły rzeźby ciała różnią się między podgatunkami, np. u T. r. rugulosa punktowanie zlewa się w zmarszczki na przedpleczu, ale nie na głowie, u T. r. lomnickii na głowie i przedpleczu, a u T. r. stichai nie zlewa się ani na głowie ani na przedpleczu.

## Biologia i ekologia
Gatunek ten wybiera na swe siedliska stanowiska nasłonecznione i ciepłe, w tym murawy kserotermiczne, zarośla kserotermiczne na wapiennych zboczach, śródleśne polany oraz pobrzeża lasów i borów. Zaliczany jest do gatunków kserofilnych, stepowych i kalciofilnych.
Owady dorosłe zimują, po czym pojawiają się na wiosnę, by dożyć do maja lub czerwca. Pędzą dzienny tryb życia i częściej obserwowane są podczas wędrowania po ziemi niż na roślinach zielnych. Żerowanie larw ma miejsce od czerwca do sierpnia. Pojaw owadów dorosłych nowego pokolenia ma miejsce w sierpniu i wrześniu. Roślinami pokarmowymi zarówno larw, jak i osobników dorosłych są różni przedstawiciele rodzajów przytulia i przytulinka.

## Zasięg i zagrożenie
Gatunek palearktyczny, europejski, o rozsiedleniu subpontyjskim, zamieszkujący tereny dorzeczy Dunaju, Wisły, Dniestru i Dniepru, na wschód sięgający po Półwysep Krymski, a na północ do Małopolskiego Przełomu Wisły. Podgatunki T. r. globata, T. r. rugulosa i T. r. sinaiana są endemitami Rumunii. T. r. stichai zamieszkuje Beskidy Wschodnie i ich przedgórza na terenie Słowacji i Ukrainy, natomiast z Polski nie był wykazywany, choć możliwe jest jego występowanie w polskiej części Bieszczadów. T. r. lomnicki znany jest z Węgier, Słowacji, Ukrainy (w tym Wołynia i Podola) oraz Polski. W tej ostatniej występuje na Wyżynie Lubelskiej, Roztoczu i Wyżynie Małopolskiej. Dawniej zamieszkiwał też przedgórza Beskidu Niskiego i polskich Bieszczadów Zachodnich, jednak w tych rejonach nie był notowany od kilkudziesięciu lat.
W Polsce owad ten został wpisany jako narażony (VU) zarówno do krajowej czerwonej księgi zwierząt, jak i na krajową czerwoną listę zwierząt ginących i zagrożonych, ale nie jest chroniony. Zagraża mu niszczenie i dewastacja siedlisk kserotermicznych przez człowieka (antropopresja) oraz zarastanie ich roślinami drzewiastymi (sukcesja). W przypadku ostatniego z zagrożeń jego stanowiska wymagają zabiegów ochrony czynnej.